# Мелуа, Кэти
Кэ́ти Ме́луа, полное имя Ке́теван Ме́луа (груз. ქეთევან «ქეთი» მელუა, англ. Ketevan «Katie» Melua; род. 16 сентября 1984, Кутаиси, Грузинская ССР, СССР) — британская певица.

## Биография

### Ранние годы
Кетеван Мелуа родилась 16 сентября 1984 года в семье Амирана и Тамары Мелуа в Кутаиси, Грузия, которая тогда входила в состав Советского Союза. Кэти была крещена в Грузинской православной церкви. Первые годы жизни она провела с бабушкой и дедушкой в Тбилиси, а затем переехала с родителями и братом в город Батуми, где ее отец работал кардиологом. За это время Кэти иногда приходилось таскать вёдра с водой вверх по пяти лестничным пролетам в квартиру своей семьи.
В 1993 году, когда Кэти Мелуа было восемь лет, семья переехала в Белфаст, Северная Ирландия, после гражданской войны в Грузии. Ее отец, кардиохирург, получил должность в Королевской больнице Виктории. Семья оставалась в Белфасте, живя недалеко от Фоллс-роуд, пока Кэти не исполнилось 14 лет. Во время своего пребывания в Северной Ирландии Кэти посещала римско-католическую начальную школу Святой Екатерины на Фоллс-роуд, а позже переехала в Доминиканский колледж в Фортуильяме, в то время как её младший брат учился в государственных школах.
Затем семья Мелуа переехала в Саттон, Лондон, а некоторое время спустя снова переехала в Редхилл, графство Суррей. В 2008 году Кэти Мелуа переехала из дома своих родителей в Мейда-Вейл в квартиру в Ноттинг-Хилле, где она превратила свободную спальню в студию звукозаписи. Кэти Мелуа свободно владеет английским и немного говорит по-русски; несмотря на то, что она свободно говорила на своем родном грузинском, она призналась, что не может писать песни на этом языке. Кэти Мелуа также частично имеет канадское и русское происхождение.
После окончания средней школы для девочек Nonsuch High School в Чиме, Саттон, Кэти поступила в британскую школу исполнительских искусств в лондонском районе Кройдон, получив степень бакалавра музыки.

### Карьера
Кэти Мелуа выступила с группой всех звёзд Band Du Lac, созданной основателем Procol Harum Гэри Брукером, 11 июня 2005 года на благотворительном концерте для фонда борьбы с сердечно-сосудистыми заболеваниями — Heart and Stroke Trust Endeavour (HASTE). Концерт проходил в Wintershall Estate в графстве Суррей, Великобритания. Среди гостей, выступивших в тот день, были Eric Clapton, Andy Fairweather Low, Mike Rutherford, Paul Carrack, Henry Spinetti, Roger Taylor, Ringo Starr, Chris Barber и The Drifters.
В 2006 записи Кэти Мелуа заняли первое место по продажам в категории артистов-женщин как в Великобритании, так и в Европе.
2 октября 2006 года Кэти Мелуа вошла в Книгу рекордов Гиннеса за исполнение самого глубоководного концерта — 303 метра ниже уровня моря на Платформе Troll A компании Statoil в Северном море.
В июле 2013 К. Мелуа приняла участие в юбилейном концерте по случаю 60-летия коронации Елизаветы II.

## Дискография

### Альбомы
- 2003 — Call Off The Search
- 2005 — Piece By Piece
- 2007 — Pictures
- 2010 — The House
- 2012 — Secret Symphony
- 2013 — Ketevan
- 2016 — In Winter
- 2020 — Album No. 8
- 2023 — Love & Money

### Сборники
- 2007 — Nancy Drew (Music from the Motion Picture)
- 2007 — Miss Potter (Original Soundtrack)

## Награды
- Орден Чести (Грузия) — за личный вклад в популяризацию грузинской культуры за рубежом, а также за плодотворную творческую деятельность[18].
- Почётный гражданин Тбилиси (2018).
- Европейская премия в области культуры «Таурус» (2021).